# Sportsplatz Rheinwiese
Het Sportsplatz Rheinwiese is een multifunctioneel stadion in Schaan, een plaats in Liechtenstein. 
In het stadion is plaats voor 5.000 toeschouwers. 
Het stadion wordt vooral gebruikt voor atletiek- en voetbalwedstrijden, de voetbalclub FC Schaan maakt gebruik van dit stadion. Naast het hoofdveld, waar een atletiekbaan omheen ligt zijn er ook nog drie trainingsvelden aanwezig. 
Op 24 augustus 1994 werd er een Europese wedstrijd gespeeld voor de UEFA Cup. FC Schaan speelde die dag tegen Pirin Blagoëvgrad. Er werd ook gebruik gemaakt van dit stadion tijdens het Europees kampioenschap voetbal onder 19 van 2003. Er werden toen drie groepswedstrijden gespeeld.